# Charles Cotesworth Pinckney
Pour les articles homonymes, voir Pinckney.
Ne doit pas être confondu avec Charles Pinckney.
Charles Cotesworth « C. C. » Pinckney, né le 25 février 1746 à Charleston et mort dans la même ville le 16 août 1825, est un homme politique américain.

## Biographie
Originaire de la Caroline du Sud, il est général de brigade pendant la guerre d'indépendance des États-Unis, délégué à la Convention de Philadelphie et ambassadeur des États-Unis en France de 1796 à 1797. Il fut par deux fois désigné par le Parti fédéraliste comme candidat à la présidence fédérale, mais fut battu aux élections de 1804 et 1808.
Au titre de sa présence à Philadelphie, il est l'un des signataires de la Constitution des États-Unis.
Son frère cadet, Thomas Pinckney, fut plus tard gouverneur de Caroline du Sud, tout comme son cousin germain, Charles Pinckney.